# ژلیکو ژوپتیچ
ژلیکو ژوپتیچ (کرواتی: Željko Župetić؛ زادهٔ ۲۳ سپتامبر ۱۹۶۷) بازیکن فوتبال اهل کرواسی بود.
از باشگاه‌هایی که در آن بازی کرده‌است می‌توان به باشگاه فوتبال زاگرب و باشگاه فوتبال رییکا اشاره کرد.
وی همچنین در تیم ملی فوتبال کرواسی بازی کرده‌است.